# I Melt with You
I Melt with You è un film del 2011 diretto da Mark Pellington.